# MÁV Im
Die MÁV Im war eine Schnellzug-Schlepptenderlokomotive der Ungarischen Staatsbahnen MÁV.
Im Jahre 1900 mussten die MÁV wieder daran denken, neue Schnellzuglokomotiven zu beschaffen, da die in die Jahre gekommenen Reihen MÁV Ia und MÁV Ie den steigenden Zuggewichten nicht mehr gewachsen waren.
Es wurden daher sowohl eine Nassdampf-Verbundlokomotive (MÁV Il) als auch eine Nassdampf-Zwillingsvariante (MÁV Im) in Budapest bestellt.
Die Kessel der beiden Varianten waren gleich, aber im Vergleich zu den Vorgängerbauarten (Ia, Ie, …) größer dimensioniert und daher leistungsfähiger.
Sie hatte Innenrahmen und Außentriebwerk.
Da die Zwillingslok bei den Vergleichen mit der Il 801 schlechter abschnitt, kam es zu keiner Nachbestellung.
Im zweiten Schema der MÁV wurde sie in die Kategorie Im mit der Nummer 801 eingeordnet.
Im ab 1911 gültigen dritten Schema wurde sie dann als 202,001 bezeichnet.
1910 wurde sie (wie die Verbundmaschine Il 701) in eine Heißdampflokomotive umgebaut, wodurch sich ihre Leistung um etwa 40 % steigerte.